# 아사파 파월
아사파 파월(Asafa Powell, 1982년 11월 23일~)은 자메이카 출신의 단거리 육상 선수이다.

## 이력
세인트캐서린구 스패니시타운 출신인 아사파 파월은 자메이카 킹스턴에서 공학자가 되기 위해 공부하던 중 육상을 접했다. 아사파의 형인 도노번은 1999년 세계 육상 선수권 대회에서 100 m 준결승까지 출전한 적이 있다. 선수 생활을 위해 미국으로 진출하는 여러 동료들과는 다르게, 아사파는 킹스턴에 남아서 훈련을 하였다.
아사파 파월은 2003년에 처음으로 세계 육상 선수권 대회에 참가했다. 파리에서 열린 이 대회에서 그는 100m에 출전해 준준결선까지는 순조롭게 진출했지만 존 드러몬드의 부정 출발 때문에 함께 실격을 당했다. 1년 뒤 그리스 아테네에서 열린 올림픽에서 그는 100m의 금메달이 유력한 선수 가운데 한 명이었다. 하지만 그 해 10초 미만의 기록을 9차례나 작성했던 그는 기대치를 크게 밑돈 5위에 그쳤다.
하지만 그는 2005년 자신의 이름을 전 세계에 알렸다. 아테네에서 열린 제10회 세계 육상 선수권 대회 100m에서 9초 77로 세계 신기록을 세웠다. 미국의 팀 몽고메리가 2002년 작성한 9초 78의 세계 기록을 3년 만에 0.01초 앞당긴 것이다.
파월은 2007년 9월 9일 이탈리아에서 열린 리에타 그랑프리 육상 대회 100 m 부문 결승에서 9.74 초(+1.7 m/s)를 기록하며 당시 세계 신기록을 수립하였다.(2008년 5월 31일에 우사인 볼트가 9.72초(+1.7 m/s)로 그의 기록을 갱신했다) 그는 오사카 대회에서 동메달을 딴 직후, 연내에 신기록을 수립하여 동메달에 머물며 얻은 실망을 떨쳐낼 것이라고 이야기한 바 있다. 그리고 베이징 올림픽에서 현재 세계 신기록을 소유하고 있는 우사인 볼트에게 100 m 금메달을 내주고 말았다. 400m 릴레이에서는 최종 주자로 달리면서 자메이카 팀이 금메달을 따는 데 도움을 주었다. 하지만 2017년 1월에 팀원 네스타 카터에게서 금지 약물인 메틸헥사나민이 검출되면서 국제 올림픽 위원회는 자메이카 팀의 2008년 하계 올림픽의 금메달을 박탈하였다.
런던 올림픽에도 참가한 파월은 100m 결승전에 출전하였지만 서혜부 부상으로 인하여 5위에 머물다가 400m 릴레이에 나가지 못하였다.
2013년 파월은 발표를 통해 자신이 옥실로프린이 검출되어 2013년 세계 육상 선수권 대회 출전을 기권했지만 고의로 섭취한 것이 아니라고 했다. 그는 훈련을 위해 다이내믹 라이프 뉴트리션(DLN)이 제조한 에피파니 D1이라는 보조제를 복용했는데, 제조사가 제품에 금지 약물이 포함되어 있다는 사실을 제대로 밝히지 않은 것이다. 그는 같은 처지에 놓인 동료 선수 셰론 심프슨과 함께 제조사에 소송을 제기하여 합의를 받아냈다. 또한 둘은 자메이카 반도핑 위원회로부터 18개월 출전 정지 징계를 받았으나, 스포츠 중재 재판소에서 고의가 아니라는 점을 인정받아 징계 수준을 이미 경과된 기간인 6개월로 줄였다.
2016년 리우데자네이루 올림픽에 4번째 올림픽 참가를 한 그는 400m 릴레이에서 1번 주자로 달리면서 8년 만에 금메달을 획득하였다.

## 체격
- 키: 190 센티미터
- 몸무게: 105킬로그램

## 개인 기록
개인 최고기록
| 종목 | 시간    | 장소                  | 날짜            |
| ---- | ------- | --------------------- | --------------- |
| 100m | 9초 72  | 스위스 로잔           | 2008년 9월 2일  |
| 200m | 19초 90 | 자메이카 킹스턴       | 2006년 6월 25일 |
| 400m | 45초 94 | 오스트레일리아 시드니 | 2009년 2월 28일 |

## 같이 보기
- 남자 100미터 달리기 세계 기록